# أوليفر فيشر
أوليفر فيشر (بالإنجليزية: Oliver Fisher)‏ هو لاعب غولف بريطاني، ولد في 13 سبتمبر 1988 في Chingford ‏ في المملكة المتحدة.

## وصلات خارجية
- الموقع الرسمي
- أوليفر فيشر على موقع رابطة أوروبا للاعبي الغولف المحترفين (الإنجليزية)
- أوليفر فيشر على موقع التصنيف العالمي الرسمي للغولف (الإنجليزية)